# Frédéric-Charles Combarieu
Pour les articles homonymes, voir Combarieu.
Frédéric Charles Félix Combarieu est un sculpteur français né le 9 octobre 1834 à Paris où il est mort le 1er juillet 1884.

## Biographie

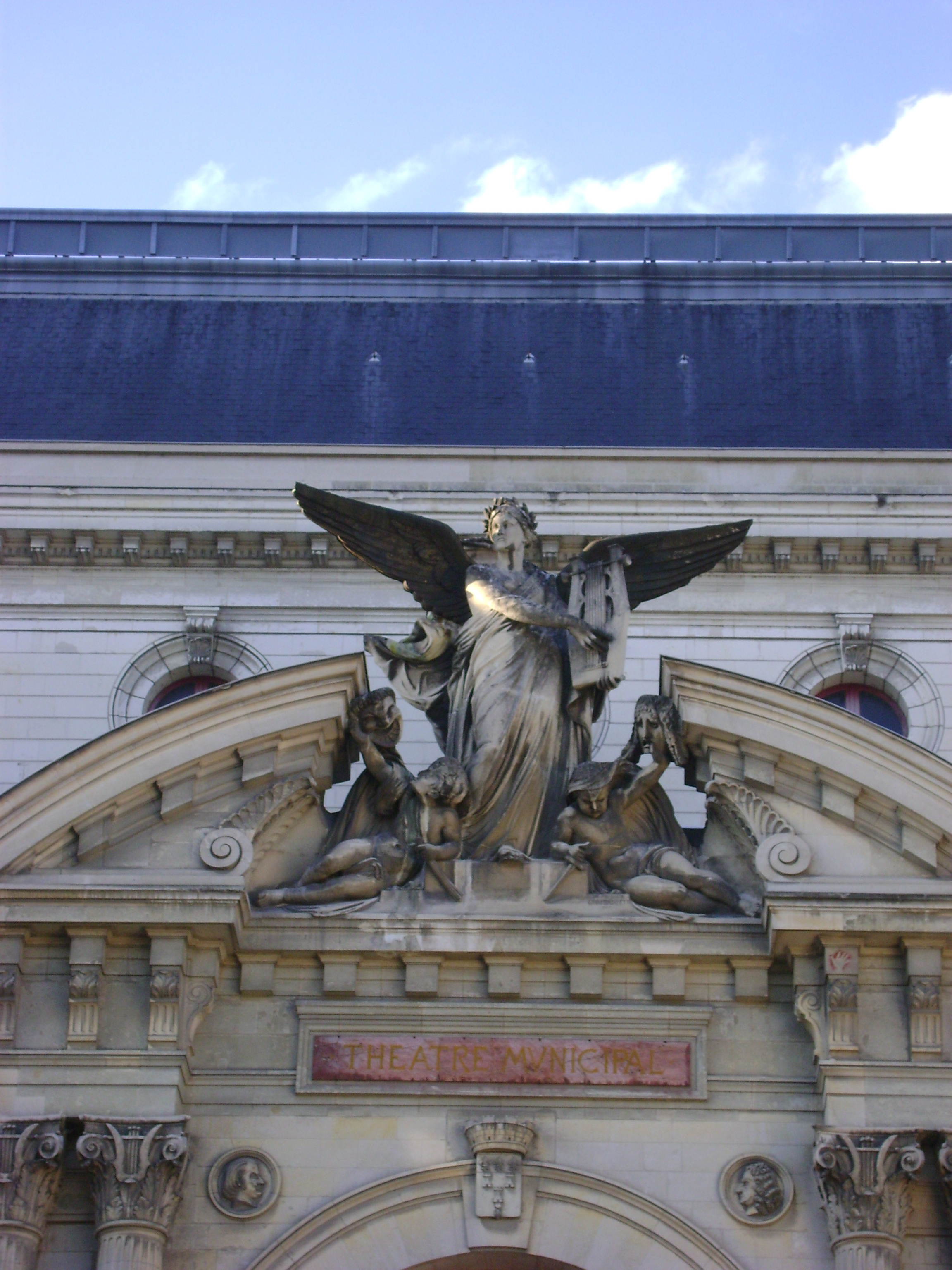
Frédéric-Charles Combarieu, lOpéra, la Comédie et la Tragédie, Tours, Grand Théâtre.

Frédéric-Charles Combarieu est né à Paris au 17 bis, rue des Vinaigriers, le 9 octobre 1834. Fils de Charles-Louis Combarieu, employé à l'état-major de la 1ère division militaire, et de Marie-Sophie Malaquin, il apprit de bonne heure à sculpter le bois chez les frères Guéret, sculpteurs industriels. Il entre ensuite dans l'atelier de Justin-Marie Lequien, et fut admis à l'École des Beaux-Arts, le 9 octobre 1861. Pendant l'Exposition universelle de Londres, en 1862, il se rend en Angleterre comme délégué des sculpteurs sur bois. À son retour à Paris, il devint élève de Auguste Dumont et de Jean-Marie Bonnassieux. En 1864, il remporta un premier accessit au concours du prix de Rome avec une figure représentant Ulysse bandant l'arc que les prétendants n'ont pu ployer. Cette statue, achetée 15.000 francs par l'État le 26 octobre 1864, a été accordée à la préfecture d'Arras en vertu d'un arrêté ministériel du 16 mars 1885. Son âge interdisant à Combarieu de concourir une seconde fois, il quitta l'École et travailla pour l'industrie. En 1868, il exposa une statue de Faune. Quelques années plus tard, il entreprit une statue de Juvénal dont le plâtre lui fit obtenir une mention honorable au Salon de 1878. Il l'exécuta alors en marbre pour le Salon de 1884. Il espérait recevoir une médaille, mais le jury ne lui accorda qu'une nouvelle mention honorable. Désolé de cet échec, malade, découragé, il se brûla la cervelle dans son atelier, boulevard du Montparnasse, le 1er juillet 1884. Il fut inhumé au cimetière d'Issy. On lui doit le fronton du théâtre de Tours, qui lui fut payé la somme de 8.000 francs et qui faillit être détruit, en 1883, lors de l'incendie du théâtre.